# Piede

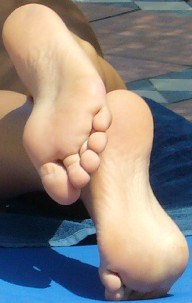
Piedi femminili

Il piede, è la struttura anatomica situata all'estremità distale della gamba, alla quale è collegato dalla caviglia.
Osservando e confrontando le caratteristiche generali del piede e della mano, entrambi dotati di cinque dita, si può rilevare una notevole somiglianza dovuta alla comune origine da strutture embrionali identiche successivamente specializzatesi.

## Descrizione
Il piede rappresenta la porzione più distale dell'arto inferiore. In esso si distinguono la caviglia, che media la continuità con la gamba, il tallone, che costituisce l'estremità posteriore del piede, il metatarso, che costituisce la porzione anteriore del piede, e cinque dita del tutto simili a quelle della mano ma prive dell'abilità prensile a causa dei diversi rapporti che queste prendono con il metatarso. Il metatarso e le dita costituiscono l'avampiede.
Nella posizione ortostatica, il piede permette di distinguere una superficie inferiore detta pianta o superficie plantare del piede e una superficie superiore detta dorso del piede.

### Nomenclatura delle dita del piede
Diversamente da quanto avviene per le dita della mano, le dita dei piedi non possiedono una nomenclatura comune documentata. Fa eccezione il solo alluce, omologo del pollice e più voluminoso tra le dita del piede, per il cui nome esiste un uso diffuso e documentato sia nella letteratura sia nella lingua parlata, che trova origine nel latino hallux.
In ambito scientifico e più prettamente anatomico, laddove si ha la necessità di una nomenclatura, si è soliti invece numerare le dita del piede, assegnando loro un nome legato alla posizione. Si ha così che in senso medio-laterale, ossia dal dito più vicino all'asse del corpo verso quello situato più lateralmente, le dita del piede sono dette primo dito, secondo dito, terzo dito, quarto dito e quinto dito.

### Tipi di piede
Sulla base del rapporto di lunghezza che intercorre tra l'alluce e il secondo dito, è invalso l'uso di distinguere tre tipi di piede:
- piede egizio, nel quale l'alluce supera in lunghezza il secondo dito,
- piede greco, nel quale il secondo dito supera in lunghezza l'alluce,
- piede romano, nel quale alluce e secondo dito hanno pari lunghezza.

È possibile che queste definizioni derivino dai canoni artistici delle tre culture del passato cui si riferiscono, soprattutto in relazione alle pitture o sculture che li testimoniano.

## Scheletro del piede

Le ossa del piede.

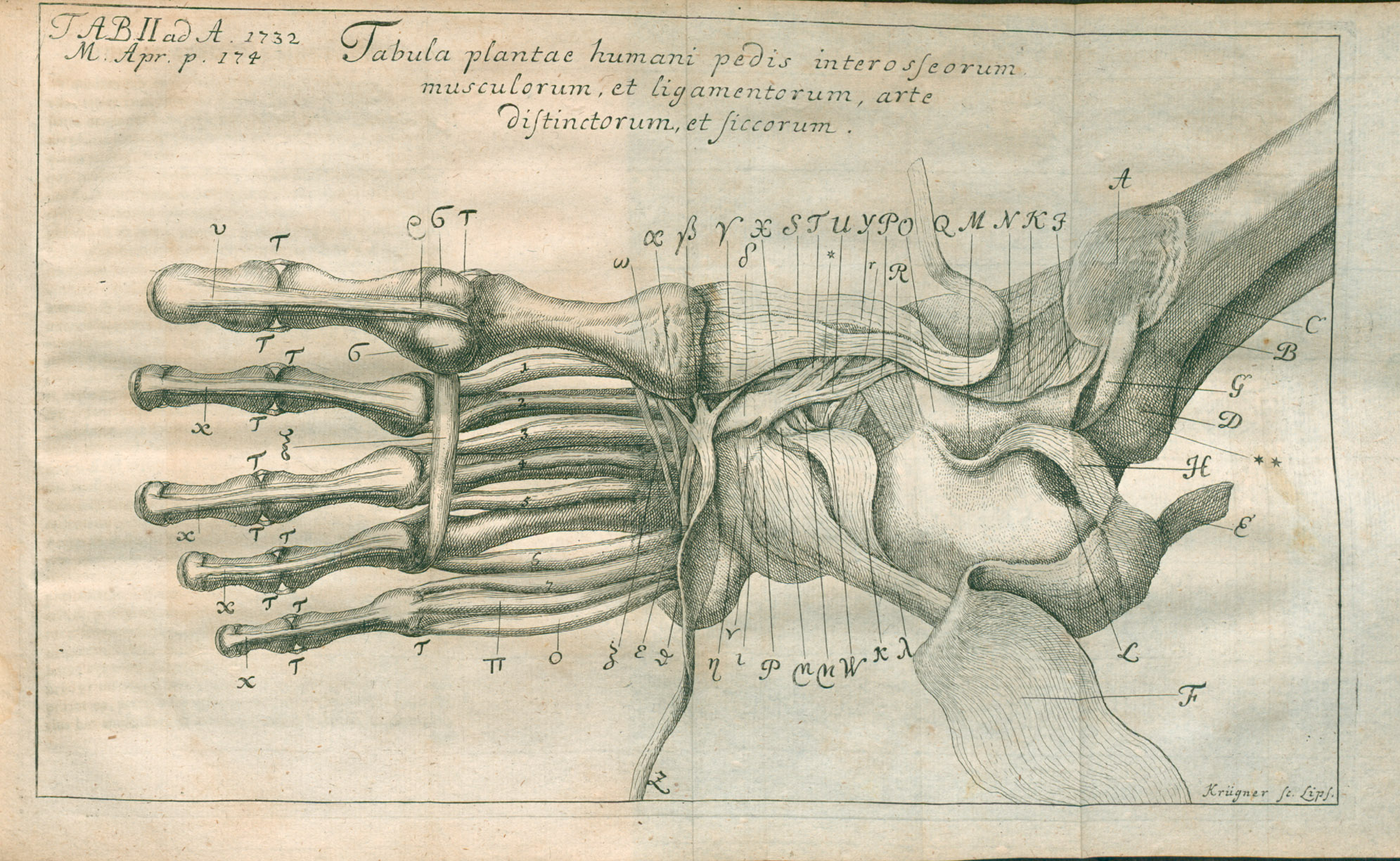
Immagine di scheletro di piede umano da Acta Eruditorum del 1732.

Lo scheletro del piede è costituito dall'articolazione di 26 ossa (28 se si comprendono le ossa sesamoidi costanti del piede). Tale numero può tuttavia variare da persona a persona per la presenza di uno o più sesamoidi incostanti o di alcune ossa dette ossa accessorie del piede. Lo scheletro del piede può inoltre essere suddiviso, analogamente a quanto avviene per lo scheletro della mano, in tre gruppi di ossa con caratteristiche simili. Tali gruppi sono il tarso, il metatarso e le falangi.

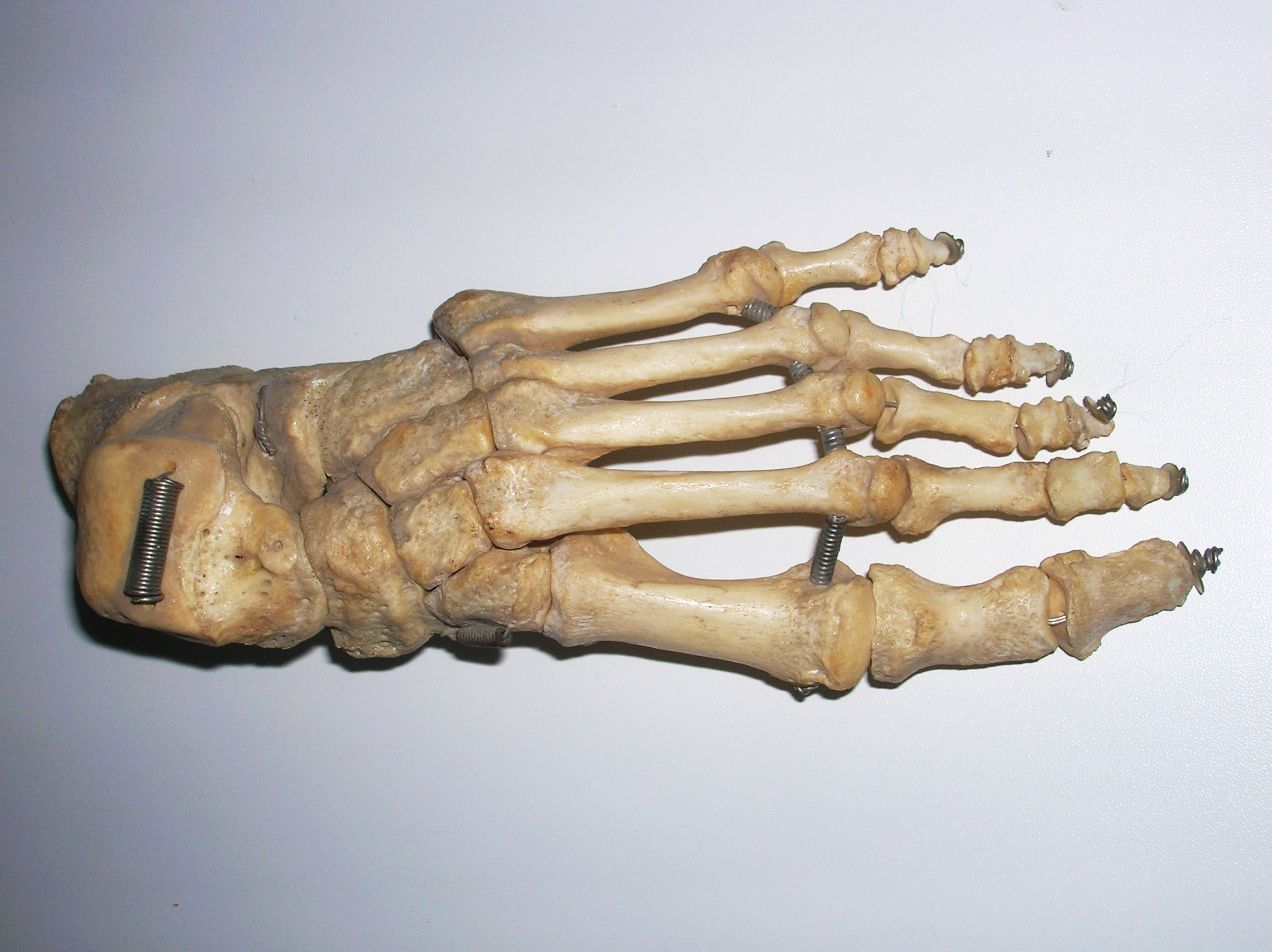
Vista dorsale dello scheletro di un piede sinistro umano.

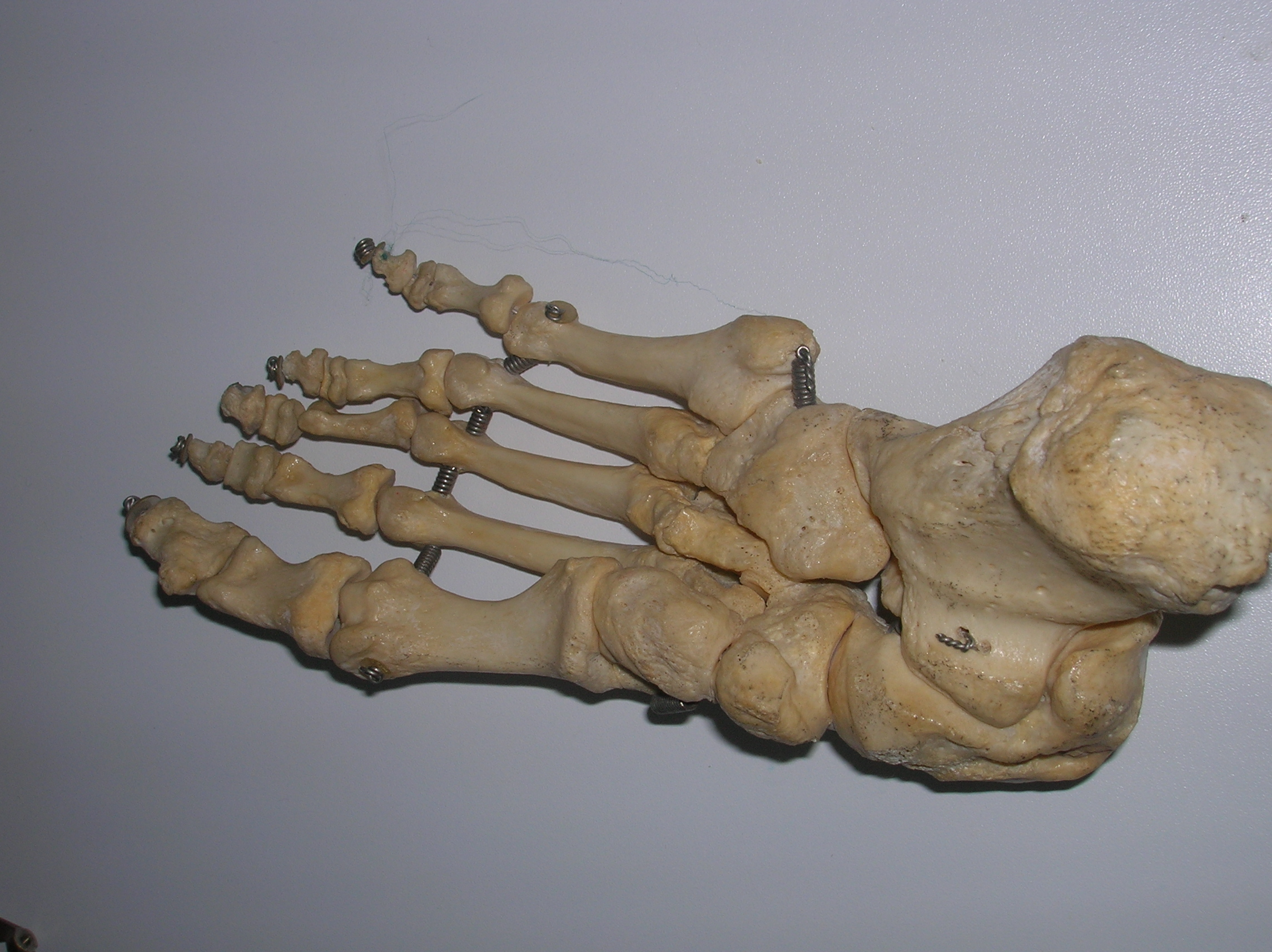
Vista plantare dello scheletro di un piede destro umano.

- Il tarso, che contribuisce a formare lo scheletro della caviglia e del tallone, presenta alcune omologie con il carpo della mano, essendo costituito da sette ossa che occupano tutte la metà prossimale del piede. Nel tarso si distinguono due file di ossa, delle quali una, detta fila prossimale o fila posteriore del tarso, è formata dal talo e dal calcagno, e l'altra, detta fila distale o fila anteriore, è formata, procedendo in senso medio-laterale lungo un piano coronale, dalle tre ossa cuneiformi, dall'osso navicolare (osso scafoide del piede) e dall'osso cuboide. Tutte le ossa del tarso sono ossa brevi che presentano un asse maggiore rivolto in senso antero-posteriore. Fa eccezione solo l'osso navicolare il cui asse maggiore è rivolto in senso medio-laterale.
- Il metatarso, che contribuisce a formare la metà anteriore del piede, è costituito da 5 ossa dette ossa metatarsali che fungono da tramite tra il tarso e le falangi che compongono lo scheletro delle dita del piede. Le ossa metatarsali sono ossa lunghe nelle quali si distinguono due epifisi, delle quali una prossimale e una distale, e una diafisi. Le diafisi delle ossa metatarsali si presentano curve con convessità rivolta verso il dorso del piede e concavità rivolta verso la pianta del piede, contribuendo così, assieme alle ossa del tarso, alla formazione della volta plantare del piede.
- Le due ossa sesamoidi costanti del piede, distinte in mediale e laterale, comprese nei tendini del muscolo flessore breve dell'alluce.
- Le falangi del piede sono infine 14 piccole ossa lunghe che contribuiscono, analogamente alle falangi della mano, le dita del piede. Fatta eccezione per l'alluce, che come il pollice è formato da due sole falangi, tutte le dita del piede sono formate da tre falangi. Tuttavia raramente è possibile osservare individui nei quali anche il quinto dito del piede possiede solo due falangi. Rispetto alla mano le falangi del piede sono molto più brevi, schiacciate in senso latero-laterale, convesse dorsalmente e concave plantarmente. Caratteristica delle falangi intermedie del piede è quella di avere un'epifisi distale costituita da una troclea, che si articola con l'epifisi prossimale delle falangi distali.

### Ossa accessorie del piede
Le ossa accessorie del piede sono ossa collocate in varie aree del piede e osservabili in un ristretto numero di individui della popolazione umana. Queste ossa sono solitamente il risultato dell'insorgenza di centri di ossificazione multipli che suddividono il primitivo abbozzo cartilagineo di un osso in più ossa. Le più comuni ossa accessorie del piede sono:
- Le ossa intermetatarsali (lat. os intermetatarsale), di forma triangolare o allungata, si collocano sulla superficie dorsale del piede tra le basi di due ossa metatarsali adiacenti. Si possono ritrovare fino a quattro ossa intermetatarsali denominate in senso medio-laterale primo, secondo, terzo e quarto osso intermetatarsale. Le ossa intermetatarsali partecipano all'articolazione tarso-metatarsale del Lisfranc.
- Le ossa intercuneiformi (lat. os intercuneiforme), di forma triangolare e di lunghezza superiore a 1 cm, si collocano sulla superficie dorsale del piede tra due ossa cuneiformi adiacenti. Si possono ritrovare fino a due ossa intercuneiformi denominate in senso medio-laterale primo e secondo osso cuneiforme. Le ossa intercuneiformi partecipano all'articolazione cuneo-navicolare.
- Le ossa talo-navicolari (lat. os talonaviculare), di forma variabile, si collocano tra la superficie posteriore all'osso navicolare e la testa del talo. Si possono ritrovare fino a due ossa intercuneiformi delle quali una superiore, detta osso talo-navicolare dorsale, e una inferiore, detta osso talo-navicolare plantare. Le ossa talo-navicolari partecipano all'articolazione mediotarsale dello Chopart.
- L'osso triangolare (lat. os trigonum), dalla forma a goccia e di lunghezza anche superiore ai 20mm, si colloca posteriormente nel piede prendendo rapporto con la superficie superiore del calcagno e la superficie posteriore del talo. Corrisponde ai tubercoli posteriori del talo e partecipa all'articolazione astragalo-calcaneare.
- L'osso del sustentacolo (lat. os sustentaculi), di forma quadrangolare e allungata, è poco più piccolo dell'os trigonum. Si colloca sulla superficie mediale del calcagno posteriormente al sustentaculum tali.
- L'osso tibiale esterno (lat. os tibiale externum), di forma variabile, si colloca sulla superficie supero-mediale del talo, posteriormente all'osso scafoide del tarso. Le sue dimensioni sono simili a quelle dell'osso del sustentacolo.
- L'osso calcagno secondario (lat. os calcaneus secundarius), di forma e dimensioni paragonabili a quelle dell'osso triangolare, si colloca lateralmente alla tasta del talo sulla superficie superiore del calcagno e del cuboide. La sua punta, rivolta anteriormante, talvolta raggiunge l'osso navicolare. L'osso calcagno secondario partecipa all'articolazione mediotarsale dello Chopart.
- L'osso vesaliano del piede (lat. os vesalianum pedis), di forma tondeggiante, deve il suo nome ad Andrea Vesalio. L'osso vesaliano del piede si colloca sulla superficie infero-laterale del piede tra il cuboide e il quinto osso metatarsale, partecipando all'articolazione tarso-metatarsale del Lisfranc.
- La pars peronea metatarsalis, è un osso accessorio che può raggiungere i 25 mm di lunghezza e si colloca sulla superficie plantare del piede con il suo asse maggiore posto trasversalmente tra il primo osso cuneiforme e il primo osso metatarsale. Partecipa all'articolazione tarso-metatarsale del Lisfranc.
- L'osso cuboide secondario (lat. os cuboides secondarius) è il più voluminoso tra le ossa accessorie. Di forma ovale, può raggiungere i 30 mm di lunghezza ed è posto centralmente sulla superficie plantare del piede tra l'osso navicolare, il cuboide e il calcagno.

## Patologie del piede
- Podalgia
- Piede piatto
- Piede cavo
- Alluce valgo
- Piede torto congenito
- Polidattilia